# Бабський Сергій Олександрович
Сергі́й Олекса́ндрович Ба́бський — український військовослужбовець, десантник, лейтенант Збройних сил України. Учасник російсько-української війни.

## Життєпис
Житель міста Коростень. Закінчив Житомирський державний технологічний університет, де здобув спеціальність гірничий інженер. Під час навчання закінчив військову кафедру, отримав звання молодшого лейтенанта і спеціальність командира піхотного взводу. До війни працював головним інженером на кар'єрі.
З початком російської збройної агресії проти України Сергій потай від рідних пішов добровольцем до військкомату. За кілька днів надійшла повістка на навчальні збори.
10 березня 2014-го зарахований до лав 4-ї аеромобільно-десантної роти 2-го аеромобільно-десантного батальйону 95-ї окремої аеромобільної бригади (м. Житомир).
На початку квітня 2014 новобранці поїхали на Широколанівський військовий полігон на Миколаївщину, а звідти 7 квітня на БТРах — на Донеччину. Близько місяця перебували в тимчасовому розташуванні підрозділу біля Добропілля, потім їх перевели до Антитерористичного центру в Ізюм. Підрозділ Сергія майже щодня виконував завдання з супроводу конвоїв і прикриття та охорони рот забезпечення: підвезення боєприпасів, води, продовольства та техніки на блокпости в зоні АТО. На той час молодший лейтенант Бабський був командиром бойової машини. До екіпажу БТР з водієм і навідником додали ще сім десантників. Супроводжуючи колони, кілька разів потрапляли в засідки.
13 червня 2014 року військова колона мала евакуювати підбитий гелікоптер. Їхали повільно, бо везли техніку — старий підйомний кран і тягач. Близько 15:00 колона потрапила під обстріл поблизу Слов'янська. БТР Бабського, який їхав першим, терористи із засідки підбили з протитанкового гранатомета. Влучили в переднє відділення, де сиділи водій і командир машини. Водій звернув убік, що дало можливість іншій частині колони успішно проскочити засідку. Коли БТР в'їхав у лісосмугу й зупинився, вся кабіна вже була охоплена полум'ям, на бійцях горів одяг. Навідник кулемета дістав осколкове поранення в живіт, але витягнув з машини водія і командира, усі троє сильно обгоріли. Сергій Бабський зазнав опіків 35 % тіла ІІ—ІІІ ст. голови, шиї, рук та ніг, спини, а також опіків верхніх дихальних шляхів і очей. Крім того, проникаюче осколкове поранення лівого ока. Водій БТРа, солдат Олександр Голяченко, на третій день помер у госпіталі. Навіднику старшому солдатові Сергію Хартнику зробили успішну операцію. Легке поранення дістав старший солдат Олександр Ніколайчук, інші десантники не постраждали.
Сергій Бабський отямився в Харкові в реанімації. Лікувався в Головному військовому клінічному госпіталі в Києві, згодом переведений до Київського опікового центру. 15 серпня, за допомоги української діаспори, Сергій вилетів до США для проходження лікування та реабілітації у Клівленді, на пів року. Там зробили чотири операції, решту часу ставили на ноги.
У січні 2015, коли Сергій перебував у США, з картки, на яку переказано благодійні внески на його лікування, зловмисники вкрали 230 тисяч гривень. Сергій Бабський виграв суд у «ПриватБанка».
Після лікування повернувся до мирного життя, працює на своїй попередній посаді, з дружиною Оксаною виховує двох маленьких дітей.

## Нагороди та звання
14 листопада 2014 року, за особисту мужність і героїзм, виявлені у захисті державного суверенітету та територіальної цілісності України, вірність військовій присязі, відзначений — нагороджений орденом Богдана Хмельницького ІІІ ступеня.
Нагороджений недержавним орденом «Народний Герой України» (наказ № 1 від 4 червня 2015 року).
У місті Коростень 26 лютого 2016 року нагородили переможців щорічного загальноміського відкритого рейтингу популярності «Гордість міста». У номінації «Сила духу» переможцем визнано Сергія Бабського.